# Battaglia di Pistoia
La battaglia di Pistoia (62 a.C.) è l'evento conclusivo della congiura di Catilina, in cui Lucio Sergio Catilina, eletto dalla bassa plebe, cercò di apportare leggi in suffragio di questi ultimi, ottenendo dal senato romano la propria messa al bando.
Tale battaglia si svolse sulla Montagna pistoiese, nei pressi dell'attuale abitato di Campo Tizzoro, alla confluenza del torrente Maresca nel fiume Reno.

## Antefatto
Il 3 gennaio del 62 a.C. il Senato Romano dichiara hostis («nemico pubblico») Catilina e i suoi seguaci, e propone di richiamare dalla provincia dell'Asia l'imperator (che all'epoca significava solo «Comandante supremo delle Forze armate») Pompeo, per affidargli la guerra contro Catilina.
Catilina, intanto, cercava con i suoi fedelissimi di scappare verso il nord, per raggiungere la Gallia e rinforzarsi prima di marciare su Roma. Ma, trovata la via Emilia sbarrata all'altezza di Bologna da tre legioni, comandate dal propretore della Gallia Cisalpina Quinto Cecilio Metello Celere, decide di ripiegare verso ovest, e si ferma a Campo Tizzoro, presso Pistoia.
Sallustio riporta il discorso ai suoi prima dello scontro:
Catilina lasciò scappare i cavalli (per meglio sottolineare che non si sarebbe mai ritirato), ed attese l'arrivo delle legioni di Roma. L'esercito del proconsole della Macedonia Gaio Antonio Ibrida, che era in quei giorni a Roma, fu mandato in Etruria per chiudere definitivamente i conti con Catilina.

## Battaglia
I due eserciti del Senato riuscirono a coordinare inaspettatamente bene la loro avanzata militare, tanto da arrivare contemporaneamente a Pistoia e poter affrontare il nemico a forze unite. Il piano originale era di dare a Gaio Antonio Ibrida il comando supremo dell'esercito, ma questo addusse una ferita a una gamba e dovette consegnare il comando al suo legato Marco Petreio, il quale aveva come luogotenente a sua volta Publio Sestio.
Il primo attacco delle truppe di Petreio fu diretto contro il centro delle linee nemiche. A causa della grande maggioranza dei legionari pro-Senato, le truppe di Catilina furono respinte. Catilina ordinò allora di attaccare i fianchi del nemico con frecce e lance, che costarono la vita a molti dei legionari di Petreio. Dopo una breve battaglia, però, le truppe di fanteria di Catilina si arresero e si ritirarono. Lo storico romano Sallustio scrisse che, vedendo la battaglia persa, Catilina si precipitò tra le file del nemico con la spada alzata, dove trovò la morte dopo una breve battaglia.

## Conseguenze
Catilina cadde assieme ai suoi, e, con il massacro dei suoi effettivi, calò il sipario sulla sua congiura.